# Ungheria ai Giochi della XXXII Olimpiade
L'Ungheria ha partecipato ai Giochi della XXXII Olimpiade, che si sono svolti a Tokyo, Giappone, dal 23 luglio all'8 agosto 2021 (inizialmente previsti dal 24 luglio al 9 agosto 2020 ma posticipati per la pandemia di COVID-19) con 169 atleti in 22 discipline.

## Medaglie

### Medagliere per disciplina
| Sport              | Oro | Argento | Bronzo | Totale |
| ------------------ | --- | ------- | ------ | ------ |
| Canoa/kayak        | 3   | 2       | 1      | 6      |
| Nuoto              | 1   | 2       | 0      | 3      |
| Lotta              | 1   | 1       | 0      | 2      |
| Scherma            | 1   | 1       | 1      | 3      |
| Vela               | 0   | 1       | 0      | 1      |
| Pallanuoto         | 0   | 0       | 2      | 2      |
| Judo               | 0   | 0       | 1      | 1      |
| Karate             | 0   | 0       | 1      | 1      |
| Pentathlon moderno | 0   | 0       | 1      | 1      |
| Totale             | 6   | 7       | 7      | 20     |

### Medaglie d'oro
| Medaglia | Nome                                                | Sport              | Evento                        |
| -------- | --------------------------------------------------- | ------------------ | ----------------------------- |
| Oro      | Áron Szilágyi                                       | Scherma            | Sciabola individuale maschile |
| Oro      | Kristóf Milák                                       | Nuoto              | 200 metri farfalla maschili   |
| Oro      | Tamás Lőrincz                                       | Lotta Greco-romana | 77 kg                         |
| Oro      | Bálint Kopasz                                       | Canoa/kayak        | K1 1000 metri maschile        |
| Oro      | Sándor Tótka                                        | Canoa/kayak        | K1 200 metri maschile         |
| Oro      | Danuta Kozák Tamara Csipes Anna Kárász Dóra Bodonyi | Canoa/kayak        | K4 500 metri femminile        |

### Medaglie d'argento
| Medaglia | Nome              | Sport              | Evento                      |
| -------- | ----------------- | ------------------ | --------------------------- |
| Argento  | Gergely Siklósi   | Scherma            | Spada individuale maschile  |
| Argento  | Kristóf Milák     | Nuoto              | 100 metri farfalla maschili |
| Argento  | Ádám Varga        | Canoa/kayak        | K1 1000 metri maschile      |
| Argento  | Zsombor Berecz    | Vela               | Finn                        |
| Argento  | Tamara Csipes     | Canoa/kayak        | K1 500 metri femminile      |
| Argento  | Kristóf Rasovszky | Nuoto              | 10 km maschili              |
| Argento  | Viktor Lőrincz    | Lotta Greco-romana | 87 kg                       |

### Medaglie di bronzo
| Medaglia | Nome | Sport              | Evento                      |
| -------- | --- | ------------------ | --------------------------- |
| Bronzo   | Áron Szilágyi András Szatmári Tamás Decsi Csanád Gémesi | Scherma            | Sciabola a squadre maschile |
| Bronzo   | Krisztián Tóth | Judo               | 90 kg maschile              |
| Bronzo   | Sarolta Kovács | Pentathlon moderno | Gara femminile              |
| Bronzo   | Danuta Kozák Dóra Bodonyi | Canoa/kayak        | K2 500 metri femminile      |
| Bronzo   | Gábor Hárspataki | Karate             | 75 kg maschile              |
| Bronzo   | Edina Gangl Dorottya Szilágyi Vanda Vályi Gréta Gurisatti Gabriella Szűcs Rebecca Parkes Anna Illés Rita Keszthelyi Dóra Leimeter Anikó Gyöngyössy Natasa Rybanska Krisztina Garda Alda Magyari | Pallanuoto         | Torneo femminile            |
| Bronzo   | Viktor Nagy Dániel Angyal Krisztián Manhercz Gergő Zalánki Márton Vámos Norbert Hosnyánszky Mátyás Pásztor Szilárd Jansik Balázs Erdélyi Dénes Varga Tamás Mezei Balázs Hárai Soma Vogel        | Pallanuoto         | Torneo maschile             |

## Delegazione
| Sport              | Uomini | Donne | Totale |
| ------------------ | ------ | ----- | ------ |
| Atletica leggera   | 7      | 11    | 18     |
| Badminton          | 1      | 1     | 2      |
| Canoa/Kayak        | 8      | 8     | 16     |
| Canottaggio        | 1      | -     | 1      |
| Ciclismo           | 2      | 1     | 3      |
| Ginnastica         | -      | 2     | 2      |
| Judo               | 3      | 4     | 7      |
| Karate             | 1      | -     | 1      |
| Lotta              | 5      | 1     | 6      |
| Nuoto              | 21     | 13    | 34     |
| Pallamano          | -      | 14    | 14     |
| Pallanuoto         | 13     | 13    | 26     |
| Pentathlon moderno | 2      | 2     | 4      |
| Pugilato           | 1      | -     | 1      |
| Scherma            | 5      | 8     | 13     |
| Sollevamento pesi  | 1      | -     | 1      |
| Taekwondo          | 1      | -     | 1      |
| Tennistavolo       | 2      | 4     | 6      |
| Tiro               | 2      | 2     | 4      |
| Tiro con l'arco    | 1      | -     | 1      |
| Triathlon          | 2      | 2     | 4      |
| Vela               | 2      | 2     | 4      |
| Totale             | 81     | 88    | 169    |

## Atletica leggera
Maschile
Eventi su pista e strada
| Atleta           | Evento         | Batteria  | Batteria  | Semifinale      | Semifinale      | Finale          | Finale          |
| Atleta           | Evento         | Risultato | Posizione | Risultato       | Posizione       | Risultato       | Posizione       |
| ---------------- | -------------- | --------- | --------- | --------------- | --------------- | --------------- | --------------- |
| István Szögi     | 1500 m         | 3'38"79   | 31º       | Non qualificato | Non qualificato | Non qualificato | Non qualificato |
| Valdó Szűcs      | 110 m ostacoli | 13"50     | 3º Q      | 13"40           | 12º             | Non qualificato | Non qualificato |
| Máté Koroknai    | 400 m ostacoli | 49"80     | 26º       | Non qualificato | Non qualificato | Non qualificato | Non qualificato |
| Bence Venyercsán | Marcia 50 km   | N.D.      | N.D.      | N.D.            | N.D.            | 3h59'05"        | 20º             |
| Máté Helebrandt  | Marcia 50 km   | N.D.      | N.D.      | N.D.            | N.D.            | 3h57'53"        | 17º             |

Eventi su campo
| Atleta              | Evento                 | Qualificazione | Qualificazione | Finale          | Finale          |
| Atleta              | Evento                 | Risultato      | Posizione      | Risultato       | Posizione       |
| ------------------- | ---------------------- | -------------- | -------------- | --------------- | --------------- |
| Bence Halász        | Lancio del martello    | 75,39          | 14º            | Non qualificato | Non qualificato |
| Norbert Rivasz-Tóth | Lancio del giavellotto | 77,76          | 22º            | Non qualificato | Non qualificato |

Femminile
Eventi su pista e strada
| Atleta            | Evento         | Batteria  | Batteria  | Semifinale      | Semifinale      | Finale          | Finale          |
| Atleta            | Evento         | Risultato | Posizione | Risultato       | Posizione       | Risultato       | Posizione       |
| ----------------- | -------------- | --------- | --------- | --------------- | --------------- | --------------- | --------------- |
| Bianka Kéri       | 800 m          | 2'02"82   | 33º       | Non qualificata | Non qualificata | Non qualificata | Non qualificata |
| Luca Kozák        | 100 m ostacoli | 12"97     | 3ª Q      | DNF             | DNF             | DNF             | DNF             |
| Zita Kácser       | 3000 m siepi   | 10'43"99  | 13ª       | N.D.            | N.D.            | Non qualificata | Non qualificata |
| Lili Anna Toth    | 3000 m siepi   | 9'30"97   | 7ª        | N.D.            | N.D.            | Non qualificata | Non qualificata |
| Barbara Kovács    | Marcia 20 km   | N.D.      | N.D.      | N.D.            | N.D.            | 1h41'49"        | 47ª             |
| Viktória Madarász | Marcia 20 km   | N.D.      | N.D.      | N.D.            | N.D.            | DNF             | DNF             |

Eventi su campo
| Atleta            | Evento                 | Qualificazione | Qualificazione | Finale          | Finale          |
| Atleta            | Evento                 | Risultato      | Posizione      | Risultato       | Posizione       |
| ----------------- | ---------------------- | -------------- | -------------- | --------------- | --------------- |
| Anasztázia Nguyen | Salto in lungo         | 6,52           | 16ª            | Non qualificata | Non qualificata |
| Anita Márton      | Getto del peso         | 17,59          | 21ª            | Non qualificata | Non qualificata |
| Réka Gyurátz      | Lancio del martello    | 66,48          | 26ª            | Non qualificata | Non qualificata |
| Réka Gyurátz      | Lancio del giavellotto | 57,39          | 25ª            | Non qualificata | Non qualificata |

Eventi multipli
| Atleta        | Evento    | 100 ost.   | Alto     | Peso      | 200 m     | Lungo    | Giav.     | 800 m       | Punteggio totale | Pos. |
| ------------- | --------- | ---------- | -------- | --------- | --------- | -------- | --------- | ----------- | ---------------- | ---- |
| Xénia Krizsán | Eptathlon | 13"58 1039 | 1,74 903 | 13,78 779 | 24"96 890 | 5,88 813 | 50,59 872 | 2'07"65 999 | 6295             | 13ª  |

## Badminton
| Atleta         | Evento            | Girone                  | Girone                  | Girone | Ottavi               | Quarti               | Semifinale           | Finale / FB          | Finale / FB     |
| Atleta         | Evento            | Avversario Punteggio    | Avversario Punteggio    | Pos.   | Avversario Punteggio | Avversario Punteggio | Avversario Punteggio | Avversario Punteggio | Pos.            |
| -------------- | ----------------- | ----------------------- | ----------------------- | ------ | -------------------- | -------------------- | -------------------- | -------------------- | --------------- |
| Gergely Krausz | Singolo maschile  | Ginting P (13–21, 8–21) | Sirant P (18–21, 18–21) | 3º     | Non qualificato      | Non qualificato      | Non qualificato      | Non qualificato      | Non qualificato |
| Laura Sárosi   | Singolo femminile | Intanon P (5–21, 10–21) | Cheah P W/O             | 3ª     | Non qualificata      | Non qualificata      | Non qualificata      | Non qualificata      | Non qualificata |

## Canoa/kayak

### Velocità
| FA | Qualificato in finale A (per le medaglie)                       |
| FB | Qualificato in finale B (non per le medaglie)                   |
| Q  | Qualificato al turno successivo per posizione in qualificazione |
| q  | Qualificato al turno successivo per ripescaggio                 |

Maschile
| Atleta                                               | Evento    | Batteria | Batteria  | Quarti   | Quarti    | Semifinale      | Semifinale      | Finale          | Finale          |
| Atleta                                               | Evento    | Tempo    | Posizione | Tempo    | Posizione | Tempo           | Posizione       | Tempo           | Posizione       |
| ---------------------------------------------------- | --------- | -------- | --------- | -------- | --------- | --------------- | --------------- | --------------- | --------------- |
| Sándor Tótka                                         | K1 200 m  | 35"070   | 1º SF     | Bye      | Bye       | 35"114          | 1º FA           | 35"035          |                 |
| Kolos Csizmadia                                      | K1 200 m  | 34"442   | 1º SF     | Bye      | Bye       | 35"099          | 1º FA           | 35"317          | 4°              |
| Balázs Adolf                                         | C1 1000 m | 4'01"665 | 2º SF     | Bye      | Bye       | 4'09"177        | 5º FB           | 4'07"613        | 15º             |
| Dániel Fejes                                         | C1 1000 m | 4'34"000 | 6º QF     | 4'21"847 | 5º FB     | Non qualificato | Non qualificato | Non qualificato | Non qualificato |
| Bálint Kopasz                                        | K1 1000 m | 3'38"084 | 1º SF     | Bye      | Bye       | 3'24"558        | 1º FA           | 3'20"643        |                 |
| Ádám Varga                                           | K1 1000 m | 3'39"650 | 1º SF     | Bye      | Bye       | 3'23"634        | 2º FA           | 3'22"431        |                 |
| Balázs Adolf Dániel Fejes                            | C2 1000 m | 3'53"964 | 7º QF     | 3'53"559 | 4º FB     | N.D.            | N.D.            | 3'32"076        | 11º             |
| Kornél Béke Ádám Varga                               | K2 1000 m | 3'26"732 | 4º QF     | 3'15"225 | 3º SF     | 3'20"197        | 5º FB           | 3'24"223        | 12º             |
| Bálint Kopasz Bence Nádas                            | K2 1000 m | 3'11"877 | 1º SF     | Bye      | Bye       | 3'18"316        | 2º FA           | 3'16"535        | 4º              |
| Kornél Béke Kolos Csizmadia Bence Nádas Sándor Tótka | K4 500 m  | 1'34"274 | 5º QF     | 1'23"727 | 1º SF     | 1'24"918        | 3º FA           | 1'25"068        | 7º              |

Femminile
| Atleta                                              | Evento   | Batteria | Batteria  | Quarti | Quarti    | Semifinale | Semifinale | Finale   | Finale    |
| Atleta                                              | Evento   | Tempo    | Posizione | Tempo  | Posizione | Tempo      | Posizione  | Tempo    | Posizione |
| --------------------------------------------------- | -------- | -------- | --------- | ------ | --------- | ---------- | ---------- | -------- | --------- |
| Virág Balla                                         | C1 200 m | 46"852   | 3ª QF     | 46"218 | 1ª SF     | 48"257     | 6ª FB      | 47"560   | 9ª        |
| Kincső Takács                                       | C1 200 m | 47"977   | 2ª SF     | Bye    | Bye       | 49"178     | 8ª FB      | 48"921   | 14ª       |
| Dóra Lucz                                           | K1 200 m | 41"098   | 1ª SF     | Bye    | Bye       | 39"713     | 1ª FA      | 39"442   | 6ª        |
| Anna Kárász                                         | K1 200 m | 41"127   | 2ª SF     | Bye    | Bye       | 40"724     | 8ª FB      | 41"242   | 16ª       |
| Tamara Csipes                                       | K1 500 m | 1'48"790 | 1ª SF     | Bye    | Bye       | 1'51"698   | 1ª FA      | 1'51"855 |           |
| Danuta Kozák                                        | K1 500 m | 1'48"730 | 1ª SF     | Bye    | Bye       | 1'52"016   | 1ª FA      | 1'53"414 | 4ª        |
| Virág Balla Kincső Takács                           | C2 500 m | 2'02"344 | 2ª SF     | Bye    | Bye       | 2'04"545   | 3ª FA      | 2'00"289 | 5ª        |
| Tamara Csipes Erika Medveczky                       | K2 500 m | 1'42"776 | 1ª SF     | Bye    | Bye       | 1'38"446   | 2ª FA      | 1'37"117 | 4ª        |
| Dóra Bodonyi Danuta Kozák                           | K2 500 m | 1'45"735 | 1ª SF     | Bye    | Bye       | 1'37"912   | 1ª FA      | 1'36"867 |           |
| Dóra Bodonyi Tamara Csipes Anna Kárász Danuta Kozák | K4 500 m | 1'33"335 | 1ª SF     | Bye    | Bye       | 1'36"529   | 1ª FA      | 1'35"463 |           |

## Canottaggio
| FA   | Qualificato in finale A (per le medaglie)     |
| FB   | Qualificato in finale B (non per le medaglie) |
| FC   | Qualificato in finale C (non per le medaglie) |
| FD   | Qualificato in finale D (non per le medaglie) |
| FE   | Qualificato in finale E (non per le medaglie) |
| FF   | Qualificato in finale F (non per le medaglie) |
| SA/B | Semifinali A/B                                |
| SC/D | Semifinali C/D                                |
| SE/F | Semifinali E/F                                |
| QF   | Qualificato ai quarti di finale               |
| R    | Ripescaggio                                   |

| Atleta                    | Evento           | Batteria | Batteria | Ripescaggio | Ripescaggio | Quarti  | Quarti  | Semifinale | Semifinale | Finale  | Finale |
| Atleta                    | Evento           | Tempo    | Pos.     | Tempo       | Pos.        | Tempo   | Pos.    | Tempo      | Pos.       | Tempo   | Pos.   |
| ------------------------- | ---------------- | -------- | -------- | ----------- | ----------- | ------- | ------- | ---------- | ---------- | ------- | ------ |
| Bendegúz Pétervári-Molnár | Singolo maschile | 7'04"42  | 2ª QF    | Bye         | Bye         | 7'24"63 | 2ª SA/B | 6'59"08    | 5ª FB      | 5'09"29 | 10ª    |

## Ciclismo

### Ciclismo su strada
| Atleta        | Evento                  | Tempo | Posizione |
| ------------- | ----------------------- | ----- | --------- |
| Attila Valter | Corsa in linea maschile | DNF   | DNF       |

### Mountain bike
| Atleta          | Evento                  | Tempo    | Posizione |
| --------------- | ----------------------- | -------- | --------- |
| András Parti    | Cross-country maschile  | 1h35'33" | 32º       |
| Kata Blanka Vas | Cross-country femminile | 1h17'55" | 4ª        |

## Ginnastica

### Ginnastica artistica
Femminile
| Atleta        | Evento             | Qualificazione | Qualificazione | Qualificazione | Qualificazione | Qualificazione | Qualificazione | Finale   | Finale   | Finale   | Finale   | Finale | Finale |
| Atleta        | Evento             | Attrezzo       | Attrezzo       | Attrezzo       | Attrezzo       | Totale         | Pos.           | Attrezzo | Attrezzo | Attrezzo | Attrezzo | Totale | Pos.   |
| Atleta        | Evento             | CL             | V              | T              | P              | Totale         | Pos.           | CL       | V        | T        | P        | Totale | Pos.   |
| ------------- | ------------------ | -------------- | -------------- | -------------- | -------------- | -------------- | -------------- | -------- | -------- | -------- | -------- | ------ | ------ |
| Zsófia Kovács | Concorso a squadre | 12,666         | 14,500         | 13,133         | 14,433         | 54,732         | 16ª Q          | 12,600   | 14,500   | 12,100   | 14,233   | 53,433 | 14ª    |

### Ginnastica ritmica
| Atleta          | Evento               | Qualificazione | Qualificazione | Qualificazione | Qualificazione | Qualificazione | Qualificazione | Finale          | Finale          | Finale          | Finale          | Finale          | Finale          |
| Atleta          | Evento               | Attrezzo       | Attrezzo       | Attrezzo       | Attrezzo       | Totale         | Pos.           | Attrezzo        | Attrezzo        | Attrezzo        | Attrezzo        | Totale          | Pos.            |
| Atleta          | Evento               | Cerchio        | Palla          | Clavi          | Nastro         | Totale         | Pos.           | Cerchio         | Palla           | Clavi           | Nastro          | Totale          | Pos.            |
| --------------- | -------------------- | -------------- | -------------- | -------------- | -------------- | -------------- | -------------- | --------------- | --------------- | --------------- | --------------- | --------------- | --------------- |
| Fanni Pigniczki | Concorso individuale | 21,200         | 22,400         | 21,350         | 19,450         | 84,400         | 20ª            | Non qualificata | Non qualificata | Non qualificata | Non qualificata | Non qualificata | Non qualificata |

## Judo
Uomini
| Atleta           | Evento | Preliminari          | 16-esimi             | Ottavi               | Quarti               | Semifinali           | Ripescaggio          | Finale                            | Pos.            |
| Atleta           | Evento | Avversario Punteggio | Avversario Punteggio | Avversario Punteggio | Avversario Punteggio | Avversario Punteggio | Avversario Punteggio | Avversario Punteggio              | Pos.            |
| ---------------- | ------ | -------------------- | -------------------- | -------------------- | -------------------- | -------------------- | -------------------- | --------------------------------- | --------------- |
| Attila Ungvári   | 81 kg  | Bye                  | Abdelaal P 00–10     | Non qualificato      | Non qualificato      | Non qualificato      | Non qualificato      | Non qualificato                   | Non qualificato |
| Krisztián Tóth   | 90 kg  | Bye                  | Misenga V 10–00      | Mukai V 10–00        | Trippel P 00–10      | Non qualificato      | van 't End V 01–00   | Finale 3º posto Igolnikov V 01–00 |                 |
| Miklós Cirjenics | 100 kg | N.D.                 | Borodavko V W/O      | Ilyasov P 00–10      | Non qualificato      | Non qualificato      | Non qualificato      | Non qualificato                   | Non qualificato |

Donne
| Atleta           | Evento | 16-esimi             | Ottavi               | Quarti               | Semifinali           | Ripescaggio          | Finale                            | Pos.            |
| Atleta           | Evento | Avversario Punteggio | Avversario Punteggio | Avversario Punteggio | Avversario Punteggio | Avversario Punteggio | Avversario Punteggio              | Pos.            |
| ---------------- | ------ | -------------------- | -------------------- | -------------------- | -------------------- | -------------------- | --------------------------------- | --------------- |
| Éva Csernoviczki | 48 kg  | Likmabam P 10–00     | Tonaki P 00–10       | Non qualificata      | Non qualificata      | Non qualificata      | Non qualificata                   | Non qualificata |
| Réka Pupp        | 52 kg  | Kelmendi V 01–00     | Delgado V 10–00      | Kocher P 00–10       | Non qualificata      | Park V 01–00         | Finale 3º posto Giuffrida P 00–10 | 5ª              |
| Hedvig Karakas   | 57 kg  | Kowalczyk P 00–01    | Non qualificata      | Non qualificata      | Non qualificata      | Non qualificata      | Non qualificata                   | Non qualificata |
| Szofi Özbas      | 63 kg  | Trajdos V 01–00      | Centracchio P 00–11  | Non qualificata      | Non qualificata      | Non qualificata      | Non qualificata                   | Non qualificata |

## Karate
Kumite
| Atleta           | Evento         | Girone               | Girone               | Girone               | Girone               | Girone | Semifinali           | Finale               | Pos. |
| Atleta           | Evento         | Avversario Punteggio | Avversario Punteggio | Avversario Punteggio | Avversario Punteggio | Pos.   | Avversario Punteggio | Avversario Punteggio | Pos. |
| ---------------- | -------------- | -------------------- | -------------------- | -------------------- | -------------------- | ------ | -------------------- | -------------------- | ---- |
| Gábor Hárspataki | 75 kg maschile | Abdelaziz V 2-2      | Scott P 3-8          | Horuna D 0-0         | Nishimura V 3-1      | 1º Q   | Ağayev P 0-7         | Non qualificato      |      |

## Lotta

### Libera
| Atleta             | Evento          | Ottavi               | Quarti               | Semifinali           | Ripescaggio          | Finale / FB                   | Pos.            |
| Atleta             | Evento          | Avversario Risultato | Avversario Risultato | Avversario Risultato | Avversario Risultato | Avversario Risultato          | Pos.            |
| ------------------ | --------------- | -------------------- | -------------------- | -------------------- | -------------------- | ----------------------------- | --------------- |
| Iszmail Muszukajev | 65 kg maschile  | Destribats V 9–6     | Otoguro P 1–4        | Non qualificato      | Tulga V 4–2          | Finale 3º posto Rašidov P 0–5 | 5º              |
| Marianna Sastin    | 62 kg femminile | Incze P 1–3          | Non qualificata      | Non qualificata      | Non qualificata      | Non qualificata               | Non qualificata |

### Greco-romana
| Atleta         | Evento         | Ottavi               | Quarti               | Semifinali           | Ripescaggio          | Finale / FB                     | Pos.            |
| Atleta         | Evento         | Avversario Risultato | Avversario Risultato | Avversario Risultato | Avversario Risultato | Avversario Risultato            | Pos.            |
| -------------- | -------------- | -------------------- | -------------------- | -------------------- | -------------------- | ------------------------------- | --------------- |
| Bálint Korpási | 67 kg maschile | Aslanyan L 1–1       | Non qualificato      | Non qualificato      | Non qualificato      | Non qualificato                 | Non qualificato |
| Tamás Lőrincz  | 77 kg maschile | Ayet Ikram V W/O     | Yabiku V 3–1         | Geraei V 6–5         | N.D.                 | Makhmudov V 2–1                 |                 |
| Viktor Lőrincz | 87 kg maschile | Azisbekov V 6–1      | Kudla V 1–1          | Metwally V 9–2       | N.D.                 | Beleniuk P 1–5                  |                 |
| Alex Szőke     | 97 kg maschile | Omarov V 3–1         | Evloev P 2–6         | Non qualificato      | Melia V 5–1          | Finale 3º posto Michalik P 0–10 | 5º              |

## Nuoto
Maschile
| Atleta                                                      | Evento               | Batterie | Batterie  | Semifinali      | Semifinali      | Finale          | Finale          |
| Atleta                                                      | Evento               | Tempo    | Posizione | Tempo           | Posizione       | Tempo           | Posizione       |
| ----------------------------------------------------------- | -------------------- | -------- | --------- | --------------- | --------------- | --------------- | --------------- |
| Maxim Lobanovszkij                                          | 50 m stile libero    | 22"25    | 26º       | Non qualificato | Non qualificato | Non qualificato | Non qualificato |
| Nándor Németh                                               | 100 m stile libero   | 48"11    | 9º Q      | 47"81           | 7º Q            | 48"10           | 8º              |
| Szebasztián Szabó                                           | 100 m stile libero   | 48"51    | 20º       | Non qualificato | Non qualificato | Non qualificato | Non qualificato |
| Dominik Kozma                                               | 200 m stile libero   | 1'48"87  | 30º       | Non qualificato | Non qualificato | Non qualificato | Non qualificato |
| Nándor Németh                                               | 200 m stile libero   | 1'46"19  | 12º Q     | 1'47"20         | 15º             | Non qualificato | Non qualificato |
| Gábor Zombori                                               | 400 m stile libero   | 3'47"99  | 18º       | N.D.            | N.D.            | Non qualificato | Non qualificato |
| Ákos Kalmár                                                 | 800 m stile libero   | 7'55"85  | 22º       | N.D.            | N.D.            | Non qualificato | Non qualificato |
| Gergely Gyurta                                              | 1500 m stile libero  | 15'01"85 | 15º       | N.D.            | N.D.            | Non qualificato | Non qualificato |
| Ákos Kalmár                                                 | 1500 m stile libero  | 15'17"02 | 22º       | N.D.            | N.D.            | Non qualificato | Non qualificato |
| Richárd Bohus                                               | 100 m dorso          | DSQ      | DSQ       | DSQ             | DSQ             | DSQ             | DSQ             |
| Ádám Telegdy                                                | 100 m dorso          | 54"42    | 29º       | Non qualificato | Non qualificato | Non qualificato | Non qualificato |
| Ádám Telegdy                                                | 200 m dorso          | 1'57"70  | 14º Q     | 1'56"19         | 4º Q            | 1'56"15         | 5º              |
| Kristóf Milák                                               | 100 m farfalla       | 50"62    | 2º Q      | 50"31           | 2º Q            | 49"68           |                 |
| Szebasztián Szabó                                           | 100 m farfalla       | 51"67    | 14º Q     | 51"89           | 14º             | Non qualificato | Non qualificato |
| Tamás Kenderesi                                             | 200 m farfalla       | 1'55"18  | 8º Q      | 1'55"17         | 5º Q            | 1'54"52         | 4º              |
| Kristóf Milák                                               | 200 m farfalla       | 1'53"58  | 1º Q      | 1'52"22         | 1º Q            | 1'51"25         |                 |
| László Cseh                                                 | 200 m misti          | 1'57"51  | 10º Q     | 1'57"64         | 8º Q            | 1'57"68         | 7º              |
| Hubert Kós                                                  | 200 m misti          | 1'58"47  | 20º Q     | Non qualificato | Non qualificato | Non qualificato | Non qualificato |
| Péter Bernek                                                | 400 m misti          | 4'12"38  | 13º       | N.D.            | N.D.            | Non qualificato | Non qualificato |
| Dávid Verrasztó                                             | 400 m misti          | 4'09"80  | 4º Q      | N.D.            | N.D.            | 4'10"59         | 4º              |
| Kristóf Milák Szebasztián Szabó Richárd Bohus Nándor Németh | 4×100 m stile libero | 3'12"73  | 6º Q      | N.D.            | N.D.            | 3'11"06         | 5º              |
| Balázs Holló Dominik Kozma Richárd Márton Gábor Zombori     | 4×200 m stile libero | DSQ      | DSQ       | N.D.            | N.D.            | Non qualificato | Non qualificato |
| Richárd Bohus Péter Holoda Hubert Kós Tamás Takács          | 4×100 m misti        | 3'34"91  | 13º       | N.D.            | N.D.            | Non qualificato | Non qualificato |
| Kristóf Rasovszky                                           | Maratona 10 km       | N.D.     | N.D.      | N.D.            | N.D.            | 1h48'59"0       |                 |

Femminile
| Atleta                                                                    | Evento               | Batterie | Batterie  | Semifinali      | Semifinali      | Finale          | Finale          |
| Atleta                                                                    | Evento               | Tempo    | Posizione | Tempo           | Posizione       | Tempo           | Posizione       |
| ------------------------------------------------------------------------- | -------------------- | -------- | --------- | --------------- | --------------- | --------------- | --------------- |
| Ajna Késely                                                               | 400 m stile libero   | 4'05"34  | 10ª       | N.D.            | N.D.            | Non qualificata | Non qualificata |
| Ajna Késely                                                               | 800 m stile libero   | 8'26"20  | 13ª       | N.D.            | N.D.            | Non qualificata | Non qualificata |
| Ajna Késely                                                               | 1500 m stile libero  | 15'59"80 | 9ª        | N.D.            | N.D.            | Non qualificata | Non qualificata |
| Viktória Mihályvári-Farkas                                                | 1500 m stile libero  | 16'02"26 | 13ª       | N.D.            | N.D.            | Non qualificata | Non qualificata |
| Katalin Burián                                                            | 100 m dorso          | 1'00"07  | 18ª       | Non qualificata | Non qualificata | Non qualificata | Non qualificata |
| Katalin Burián                                                            | 200 m dorso          | 2'09"10  | 8ª Q      | 2'09"65         | 10ª             | Non qualificata | Non qualificata |
| Katinka Hosszú                                                            | 200 m dorso          | 2'12"84  | 20ª       | Non qualificata | Non qualificata | Non qualificata | Non qualificata |
| Eszter Békési                                                             | 200 m rana           | 2'26"89  | 25ª       | Non qualificata | Non qualificata | Non qualificata | Non qualificata |
| Dalma Sebestyén                                                           | 100 m farfalla       | 59"79    | 27ª       | Non qualificata | Non qualificata | Non qualificata | Non qualificata |
| Katinka Hosszú                                                            | 200 m farfalla       | DNS      | DNS       | DNS             | DNS             | DNS             | DNS             |
| Boglárka Kapás                                                            | 200 m farfalla       | 2'08"58  | 5ª Q      | 2'06"59         | 3ª Q            | 2'06"53         | 4ª              |
| Katinka Hosszú                                                            | 200 m misti          | 2'09"70  | 2ª Q      | 2'10"22         | 7ª Q            | 2'12"38         | 7ª              |
| Dalma Sebestyén                                                           | 200 m misti          | 2'12"42  | 17ª       | Non qualificata | Non qualificata | Non qualificata | Non qualificata |
| Katinka Hosszú                                                            | 400 m misti          | 4'36"01  | 7ª Q      | N.D.            | N.D.            | 4'35"98         | 5ª              |
| Viktória Mihályvári-Farkas                                                | 400 m misti          | 4'35"99  | 6ª Q      | N.D.            | N.D.            | 4'37"75         | 6ª              |
| Zsuzsanna Jakabos Boglárka Kapás Ajna Késely Laura Veres Evelyn Verrasztó | 4×200 m stile libero | 7'56"16  | 8ª Q      | N.D.            | N.D.            | 7'56"62         | 7ª              |
| Anna Olasz                                                                | Maratona 10 km       | N.D.     | N.D.      | N.D.            | N.D.            | 1h59'34"8       | 4ª              |

Misto
| Atleta                                                       | Evento        | Batterie | Batterie  | Finale          | Finale          |
| Atleta                                                       | Evento        | Tempo    | Posizione | Tempo           | Posizione       |
| ------------------------------------------------------------ | ------------- | -------- | --------- | --------------- | --------------- |
| Fanni Gyurinovics Petra Halmai Benedek Kovács Richárd Márton | 4×100 m misti | 3'47"15  | 15ª       | Non qualificato | Non qualificato |

## Pallamano
| Squadra             | Torneo    | Girone               | Girone               | Girone               | Girone               | Girone               | Girone | Quarti               | Semifinali           | Finale               | Pos. |
| Squadra             | Torneo    | Avversario Punteggio | Avversario Punteggio | Avversario Punteggio | Avversario Punteggio | Avversario Punteggio | Pos.   | Avversario Punteggio | Avversario Punteggio | Avversario Punteggio | Pos. |
| ------------------- | --------- | -------------------- | -------------------- | -------------------- | -------------------- | -------------------- | ------ | -------------------- | -------------------- | -------------------- | ---- |
| Nazionale femminile | Femminile | Francia P 29-30      | Brasile P 27-33      | ROC P 31-38          | Spagna V 29-25       | Svezia V 26-23       | 4ª     | Norvegia P 22-26     | Non qualificata      | Non qualificata      | 7ª   |

## Pallanuoto
| Squadra             | Torneo    | Girone               | Girone               | Girone               | Girone               | Girone               | Girone | Quarti               | Semifinali           | Finale                       | Pos. |
| Squadra             | Torneo    | Avversario Punteggio | Avversario Punteggio | Avversario Punteggio | Avversario Punteggio | Avversario Punteggio | Pos.   | Avversario Punteggio | Avversario Punteggio | Avversario Punteggio         | Pos. |
| ------------------- | --------- | -------------------- | -------------------- | -------------------- | -------------------- | -------------------- | ------ | -------------------- | -------------------- | ---------------------------- | ---- |
| Nazionale maschile  | Maschile  | Grecia P 9–10        | Giappone V 16-11     | Sudafrica V 23-1     | Stati Uniti V 11-8   | Italia D 5-5         | 3ª     | Croazia V 15-11      | Grecia P 6-9         | Finale 3º posto Spagna V 9–5 |      |
| Nazionale femminile | Femminile | ROC D 10-10          | Stati Uniti V 10-9   | Giappone V 17-13     | Cina P 9-11          | N.D.                 | 2ª     | Paesi Bassi V 14-11  | Spagna P 6-8         | Finale 3º posto ROC V 11-9   |      |

## Pentathlon moderno
| Atleta          | Evento         | Scherma   | Scherma | Scherma | Nuoto   | Nuoto | Nuoto | Equitazione | Equitazione | Equitazione | Combinato (corsa e pistola) | Combinato (corsa e pistola) | Combinato (corsa e pistola) | Totale | Posizione finale |
| Atleta          | Evento         | Risultati | Pos.    | Punti   | Tempo   | Pos.  | Punti | Penalità    | Pos.        | Punti       | Tempo                       | Pos.                        | Punti                       | Totale | Posizione finale |
| --------------- | -------------- | --------- | ------- | ------- | ------- | ----- | ----- | ----------- | ----------- | ----------- | --------------------------- | --------------------------- | --------------------------- | ------ | ---------------- |
| Róbert Kasza    | Gara maschile  | 15+2      | 27º     | 191     | 2'00"61 | 12º   | 309   | 29,00       | 25º         | 271         | 11'58"88                    | 33º                         | 582                         | 1353   | 26º              |
| Ádám Marosi     | Gara maschile  | 20+0      | 10º     | 220     | 1'59"50 | 9º    | 311   | 3,00        | 4º          | 297         | 11'07"43                    | 11º                         | 633                         | 1461   | 6º               |
| Michelle Gulyás | Gara femminile | 20+0      | 6ª      | 220     | 2'07"48 | 2ª    | 296   | 57,00       | 26ª         | 243         | 12'14"76                    | 7ª                          | 566                         | 1325   | 21ª              |
| Sarolta Kovács  | Gara femminile | 20+1      | 6ª      | 221     | 2'07"71 | 4ª    | 295   | 7,00        | 9ª          | 293         | 12'21"42                    | 11ª                         | 559                         | 1368   |                  |

## Pugilato
| Atleta       | Evento              | 16-esimi             | Ottavi               | Quarti               | Semifinali           | Finale               | Pos.            |
| Atleta       | Evento              | Avversario Punteggio | Avversario Punteggio | Avversario Punteggio | Avversario Punteggio | Avversario Punteggio | Pos.            |
| ------------ | ------------------- | -------------------- | -------------------- | -------------------- | -------------------- | -------------------- | --------------- |
| Roland Gálos | Pesi piuma maschile | Temirzhanov P 0–5    | Non qualificato      | Non qualificato      | Non qualificato      | Non qualificato      | Non qualificato |

## Scherma
Uomini
| Atleta                                                  | Evento               | 32-esimi             | 16-esimi             | Ottavi               | Quarti               | Semifinali           | Finale                           | Pos.            |
| Atleta                                                  | Evento               | Avversario Punteggio | Avversario Punteggio | Avversario Punteggio | Avversario Punteggio | Avversario Punteggio | Avversario Punteggio             | Pos.            |
| ------------------------------------------------------- | -------------------- | -------------------- | -------------------- | -------------------- | -------------------- | -------------------- | -------------------------------- | --------------- |
| Gergely Siklósi                                         | Spada individuale    | Bye                  | Dong C V 15–9        | El Kord V 15–13      | Park S-y V 15–12     | Santarelli V 15–10   | Cannone P 10–15                  |                 |
| Tamás Decsi                                             | Sciabola individuale | Hartung P 8–15       | Non qualificato      | Non qualificato      | Non qualificato      | Non qualificato      | Non qualificato                  | Non qualificato |
| András Szatmári                                         | Sciabola individuale | Pakdaman P 12–15     | Non qualificato      | Non qualificato      | Non qualificato      | Non qualificato      | Non qualificato                  | Non qualificato |
| Áron Szilágyi                                           | Sciabola individuale | Quintero V 15–7      | Abedini V 15–7       | Pakdaman V 15–6      | Bazadze V 15–13      | Luigi Samele V 15–7  |                                  |                 |
| Csanád Gémesi András Szatmári Áron Szilágyi Tamás Decsi | Sciabola a squadre   | N.D.                 | N.D.                 | Bye                  | Stati Uniti V 45–36  | Italia P 43–45       | Finale 3º posto Germania V 45–40 |                 |

Donne
| Atleta                                                | Evento               | 32-esimi             | 16-esimi             | Ottavi               | Quarti                | Semifinali                              | Finale                         | Pos.            |
| Atleta                                                | Evento               | Avversario Punteggio | Avversario Punteggio | Avversario Punteggio | Avversario Punteggio  | Avversario Punteggio                    | Avversario Punteggio           | Pos.            |
| ----------------------------------------------------- | -------------------- | -------------------- | -------------------- | -------------------- | --------------------- | --------------------------------------- | ------------------------------ | --------------- |
| Kata Kondricz                                         | Fioretto individuale | Bye                  | Volpi P 5–15         | Non qualificata      | Non qualificata       | Non qualificata                         | Non qualificata                | Non qualificata |
| Fanni Kreiss                                          | Fioretto individuale | Bye                  | Batini V 15–10       | Deriglazova P 10–15  | Non qualificata       | Non qualificata                         | Non qualificata                | Non qualificata |
| Flóra Pásztor                                         | Fioretto individuale | Mebarki V 15–8       | Thibus P 13–15       | Non qualificata      | Non qualificata       | Non qualificata                         | Non qualificata                | Non qualificata |
| Kata Kondricz Fanni Kreiss Flóra Pásztor Aida Mohamed | Fioretto a squadre   | N.D.                 | N.D.                 | N.D.                 | Italia P 32–45        | Semifinale 5º/8º posto Canada P 33–45   | Finale 7º posto Egitto P 45–28 | 7ª              |
| Renáta Katona                                         | Sciabola individuale | Daghfous V 15–6      | Velikaya P 4–15      | Non qualificata      | Non qualificata       | Non qualificata                         | Non qualificata                | Non qualificata |
| Anna Márton                                           | Sciabola individuale | Bye                  | Maurice V 15–12      | Choi S-y V 15–12     | Dayibekova V 15–11    | Velikaya P 8–15                         | Finale 3º posto Brunet P 6–15  | 4ª              |
| Liza Pusztai                                          | Sciabola individuale | Bye                  | Chaabane V 15–12     | Qian P 10–15         | Non qualificata       | Non qualificata                         | Non qualificata                | Non qualificata |
| Renáta Katona Anna Márton Liza Pusztai Sugar Battai   | Sciabola a squadre   | N.D.                 | N.D.                 | N.D.                 | Corea del Sud P 40–45 | Semifinale 5º/8º posto Giappone P 42–45 | Finale 7º posto Cina P 30–45   | 8ª              |

## Sollevamento pesi
| Atleta     | Evento           | Strappo   | Strappo    | Slancio   | Slancio    | Totale | Classifica |
| Atleta     | Evento           | Risultato | Classifica | Risultato | Classifica | Totale | Classifica |
| ---------- | ---------------- | --------- | ---------- | --------- | ---------- | ------ | ---------- |
| Péter Nagy | +109 kg maschile | 178       | 8º         | 218       | 7º         | 396    | 7º         |

## Taekwondo
| Atleta     | Evento         | Qualificazioni       | Ottavi               | Quarti               | Semifinali           | Ripescaggio              | Finale / FB                        | Pos. |
| Atleta     | Evento         | Avversario Punteggio | Avversario Punteggio | Avversario Punteggio | Avversario Punteggio | Avversario Punteggio     | Avversario Punteggio               | Pos. |
| ---------- | -------------- | -------------------- | -------------------- | -------------------- | -------------------- | ------------------------ | ---------------------------------- | ---- |
| Omar Salim | 58 kg maschile | N.D.                 | Dell'Aquila P 13–26  | Non qualificato      | Non qualificato      | Sawekwiharee V 43–22 PTG | Finale 3º posto Jang J P 16–46 PTG | 5º   |

## Tennis
Tímea Babos si è ritirata prima del torneo e Márton Fucsovics si è ritirato prima della sua partita.

## Tennistavolo
| Atleta                                     | Evento            | Preliminari          | Round 1              | Round 2              | Round 3              | Ottavi                   | Quarti               | Semifinali           | Finale / FB          | Pos.            |
| Atleta                                     | Evento            | Avversario Punteggio | Avversario Punteggio | Avversario Punteggio | Avversario Punteggio | Avversario Punteggio     | Avversario Punteggio | Avversario Punteggio | Avversario Punteggio | Pos.            |
| ------------------------------------------ | ----------------- | -------------------- | -------------------- | -------------------- | -------------------- | ------------------------ | -------------------- | -------------------- | -------------------- | --------------- |
| Bence Majoros                              | Singolo maschile  | Bye                  | Bouriah V 4–0        | Groth P 1–4          | Non qualificato      | Non qualificato          | Non qualificato      | Non qualificato      | Non qualificato      | Non qualificato |
| Dóra Madarász                              | Singolo femminile | Bye                  | Edem P 1-4           | Non qualificata      | Non qualificata      | Non qualificata          | Non qualificata      | Non qualificata      | Non qualificata      | Non qualificata |
| Georgina Póta                              | Singolo femminile | Bye                  | Bye                  | Moret P 1-4          | Non qualificata      | Non qualificata          | Non qualificata      | Non qualificata      | Non qualificata      | Non qualificata |
| Dóra Madarász Mária Fazekas Szandra Pergel | Squadre femminile | N.D.                 | N.D.                 | N.D.                 | N.D.                 | Giappone P 0–3           | Non qualificata      | Non qualificata      | Non qualificata      | Non qualificata |
| Ádám Szudi Szandra Pergel                  | Doppio misto      | N.D.                 | N.D.                 | N.D.                 | N.D.                 | Wong C T / Doo H K P 0-4 | Non qualificata      | Non qualificata      | Non qualificata      | Non qualificata |

## Triathlon
| Atleta                                                  | Evento                | Nuoto                   | T1                | Ciclismo                  | T2                      | Corsa                   | Totale   | Classifica |
| ------------------------------------------------------- | --------------------- | ----------------------- | ----------------- | ------------------------- | ----------------------- | ----------------------- | -------- | ---------- |
| Bence Bicsák                                            | Individuale maschile  | 17'55"                  | 0'42"             | 56'26"                    | 0'29"                   | 30'24"                  | 1'45'56" | 7º         |
| Tamás Tóth                                              | Individuale maschile  | 18'07"                  | 0'40"             | 56'20"                    | 0'33"                   | 32'39"                  | 1h48'19" | 29º        |
| Zsanett Bragmayeri                                      | Individuale femminile | 19'19"                  | 0'42"             | 1h03'07"                  | 0'34"                   | 36'18"                  | 2h00'00" | 12ª        |
| Zsófia Kovács                                           | Individuale femminile | 20'30"                  | 0'42"             | LAP                       | LAP                     | LAP                     | LAP      | LAP        |
| Zsanett Bragmayer Bence Bicsák Zsófia Kovács Tamás Tóth | Squadre miste         | 3'53" 4'07" 4'31" 4'12" | 0'39" 0'38" 0'44" | 10'33" 9'53" 10'53" 9'52" | 0'30" 0'28" 0'30" 0'28" | 6'29" 5'31" 6'34" 5'40" | 1h26'43" | 11ª        |

## Tiro a segno/volo
Maschile
| Atleta       | Evento                       | Qualificazione | Qualificazione | Finale          | Finale          |
| Atleta       | Evento                       | Punteggio      | Classifica     | Punteggio       | Classifica      |
| ------------ | ---------------------------- | -------------- | -------------- | --------------- | --------------- |
| Zalán Pekler | Carabina 10 m aria compressa | 621,1          | 39º            | Non qualificato | Non qualificato |
| István Péni  | Carabina 10 m aria compressa | 629,4          | 7º Q           | 186,5           | 5º Q            |
| Zalán Pekler | Carabina 50 m 3 posizioni    | 1169-56x       | 18º            | Non qualificato | Non qualificato |
| István Péni  | Carabina 50 m 3 posizioni    | 1173-64x       | 10º            | Non qualificato | Non qualificato |

Femminile
| Atleta          | Evento                       | Qualificazione | Qualificazione | Finale          | Finale          |
| Atleta          | Evento                       | Punteggio      | Classifica     | Punteggio       | Classifica      |
| --------------- | ---------------------------- | -------------- | -------------- | --------------- | --------------- |
| Eszter Mészáros | Carabina 10 m aria compressa | 625,3          | 20ª            | Non qualificata | Non qualificata |
| Eszter Mészáros | Carabina 50 m 3 posizioni    | 1161-48x       | 26ª            | Non qualificata | Non qualificata |
| Veronika Major  | Pistola 10 m aria compressa  | 566            | 34ª            | Non qualificata | Non qualificata |
| Veronika Major  | Pistola 25 metri             | 572            | 35ª            | Non qualificata | Non qualificata |

Misto
| Atleta                      | Evento                                 | Qualificazione 1 | Qualificazione 1 | Qualificazione 2 | Qualificazione 2 | Finale / FB          | Finale / FB     |
| Atleta                      | Evento                                 | Punteggio        | Classifica       | Punteggio        | Classifica       | Avversario Punteggio | Pos.            |
| --------------------------- | -------------------------------------- | ---------------- | ---------------- | ---------------- | ---------------- | -------------------- | --------------- |
| István Péni Eszter Mészáros | Carabina 10 m aria compressa a squadre | 627,9            | 8ª Q             | 414,6            | 7ª Q             | Non qualificata      | Non qualificata |

## Tiro con l'arco
| Atleta               | Evento               | Classificazione | Classificazione | 32-esimi             | 16-esimi             | Ottavi               | Quarti               | Semifinali           | Finale / FB          | Pos.            |
| Atleta               | Evento               | Punteggio       | Pos.            | Avversario Punteggio | Avversario Punteggio | Avversario Punteggio | Avversario Punteggio | Avversario Punteggio | Avversario Punteggio | Pos.            |
| -------------------- | -------------------- | --------------- | --------------- | -------------------- | -------------------- | -------------------- | -------------------- | -------------------- | -------------------- | --------------- |
| Mátyás László Balogh | Individuale maschile | 632             | 61º             | Kim P 0-6            | Non qualificato      | Non qualificato      | Non qualificato      | Non qualificato      | Non qualificato      | Non qualificato |

## Vela
| Atleta          | Evento          | Regata | Regata | Regata | Regata | Regata | Regata | Regata | Regata | Regata | Regata | Regata | Regata | Regata | Punteggio Totale | Punteggio Netto | Classifica |
| Atleta          | Evento          | 1      | 2      | 3      | 4      | 5      | 6      | 7      | 8      | 9      | 10     | 11     | 12     | M      | Punteggio Totale | Punteggio Netto | Classifica |
| --------------- | --------------- | ------ | ------ | ------ | ------ | ------ | ------ | ------ | ------ | ------ | ------ | ------ | ------ | ------ | ---------------- | --------------- | ---------- |
| Sára Cholnoky   | RS:X femminile  | 27     | 26     | 27     | 21     | 25     | 15     | 24     | 19     | 24     | 23     | 20     | 21     | EL     | 273              | 246             | 25ª        |
| Benjámin Vadnai | Laser maschile  | 7      | 21     | 9      | 15     | 16     | 18     | 17     | 21     | 21     | 25     | N.D.   | N.D.   | EL     | 170              | 145             | 18º        |
| Mária Érdi      | Laser femminile | 9      | 18     | 16     | 16     | 2      | 17     | 14     | 11     | 15     | 25     | N.D.   | N.D.   | EL     | 153              | 128             | 13ª        |
| Zsombor Berecz  | Finn maschile   | 2      | 2      | 9      | 4      | 6      | 7      | 3      | 5      | 4      | 4      | N.D.   | N.D.   | 1º     | 48               | 39              |            |